# シェイクスピアズ・グローブ
座標: 北緯51度30分29秒 西経0度5分50秒 / 北緯51.50806度 西経0.09722度
シェイクスピアズ・グローブ(英語: Shakespeare's Globe)は、テムズ川の南岸、サザークにある劇場を含む複合施設である。ウィリアム・シェイクスピアが活動していたエリザベス朝時代の劇場であるグローブ座を再現している。初代の劇場は1599年に作られ、1613年に火事で壊れてしまった。1614年に再建されたが、二代目も1644年に取り壊された。現在のシェイクスピアズ・グローブ劇場は1599年と1614年の建物に関して残っている証拠に基づいて学問的に考証を行い、過去の劇場に近づけた再建である。かつての劇場は3000人ほどのキャパシティであったのに対して、新しい安全基準のため現在の復元は1400人ほどの観客しか収容できないが、それでも実物を非常によく再現していると考えられている。 
役者で演出家だったサム・ワナメイカーが、最初のグローブ座から230メートルほどのところにシェイクスピアズ・グローブを建造し、1997年に『ヘンリー五世』の上演でこけら落としを行った。2014年1月には屋内劇場であるサム・ワナメイカー劇場も同じ場所に作られた。この劇場はロウソクの灯りで照らされた小さな空間で、ジェームズ1世時代のロンドンの屋内劇場を模したものである。サックラー・スタジオは教育及びリハーサル用のスタジオ複合施設で、主要施設のすぐ近くに建っている。博物館機能を有しており、シェイクスピアの生涯と作品に関する展示や、2つの劇場の定期ツアーもある。 

## 計画と建造

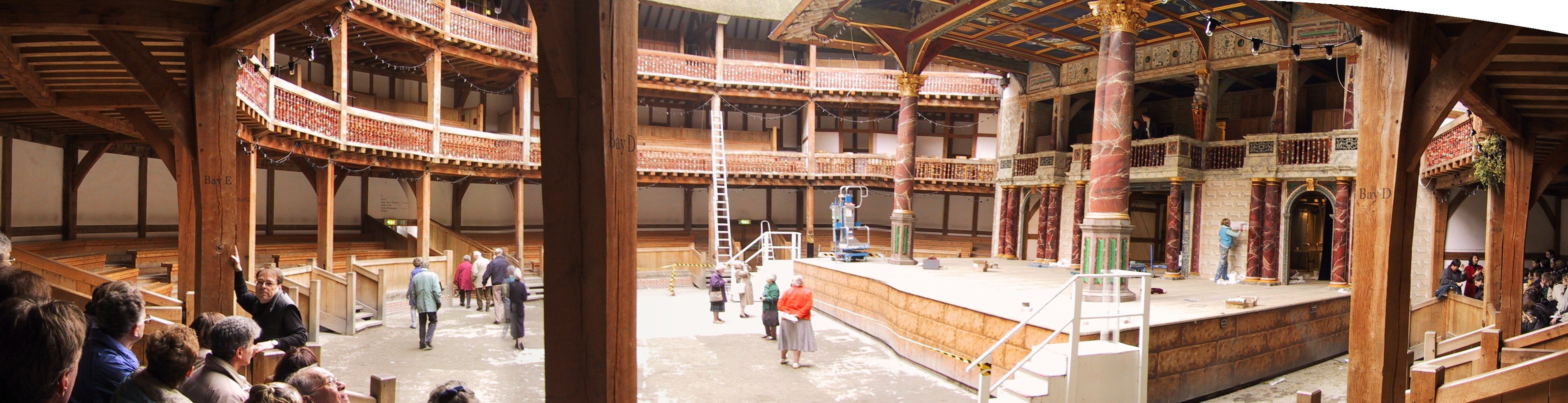
舞台と天井桟敷

1970年にアメリカの役者で演出家であるサム・ワナメイカーが、もともと劇場があったサザークのバンクサイドの近くにシェイクスピア時代のグローブ座の忠実な復元建築を作ることを目的として、シェイクスピア・グローブ・トラストと国際シェイクスピア・グローブ・センターを設立した。これに刺激されて世界中でいくつもシェイクスピアズ・グローブ・センターが設立されるようになり、ワナメイカー自身もこうした活動に参加していた。
16世紀の設計は複雑で、現在の防火基準にあわないため、グローブ座の忠実な復元は不可能であるという批判的主張も多かった。しかしながらワナメイカーは20年以上も自らのヴィジョンを貫き、歴史アドバイサーであるジョン・オレルの調査に基づき、結局新しいシェイクスピアズ・グローブが建設された。
シェイクスピアが活躍していた時代の様子に近いもの、つまり1614年の建て直し後よりは1599年の初代の建物を新劇場で再現したいというのがワナメイカーの願いだった。1599年のグローブ座の大部分はシアター座に使われていた材木で建てられており、シアター座の建設について理解するための調査が行われた。このほか、16世紀後半に作られてロンドンに残っている他の建物の調査や、とくに建設契約書が残っているフォーチュン座など同時期の他の劇場との比較、初代グローブ座に関する当時の絵や記述についての研究も行われた。実際的な理由から、外の階段など1614年に立て直された時の劇場の特徴も現在の設計に組み込まれた。設計チームはペンタグラムの建築家シオ・クロスビー、建築事務所のビューロハッポルド・エンジニアリング、ボイデン&カンパニーの建築積算士からなっていた。建造、建築調査、設計の歴史考証はマッカーディ&カンパニーが請け負った。
劇場は「シェイクスピアズ・グローブ・シアター」という名称で1997年にこけら落としし、毎年夏に芝居を上演している。マーク・ライランスが1995年に初代芸術監督となり、2006年にドミニク・ドロムグールが引き継いだ。2016年1月にエマ・ライスが三代目芸術監督の任期をつとめ始めたが、2016年10月に、2018年4月で地位を退くという決意が伝えられた。

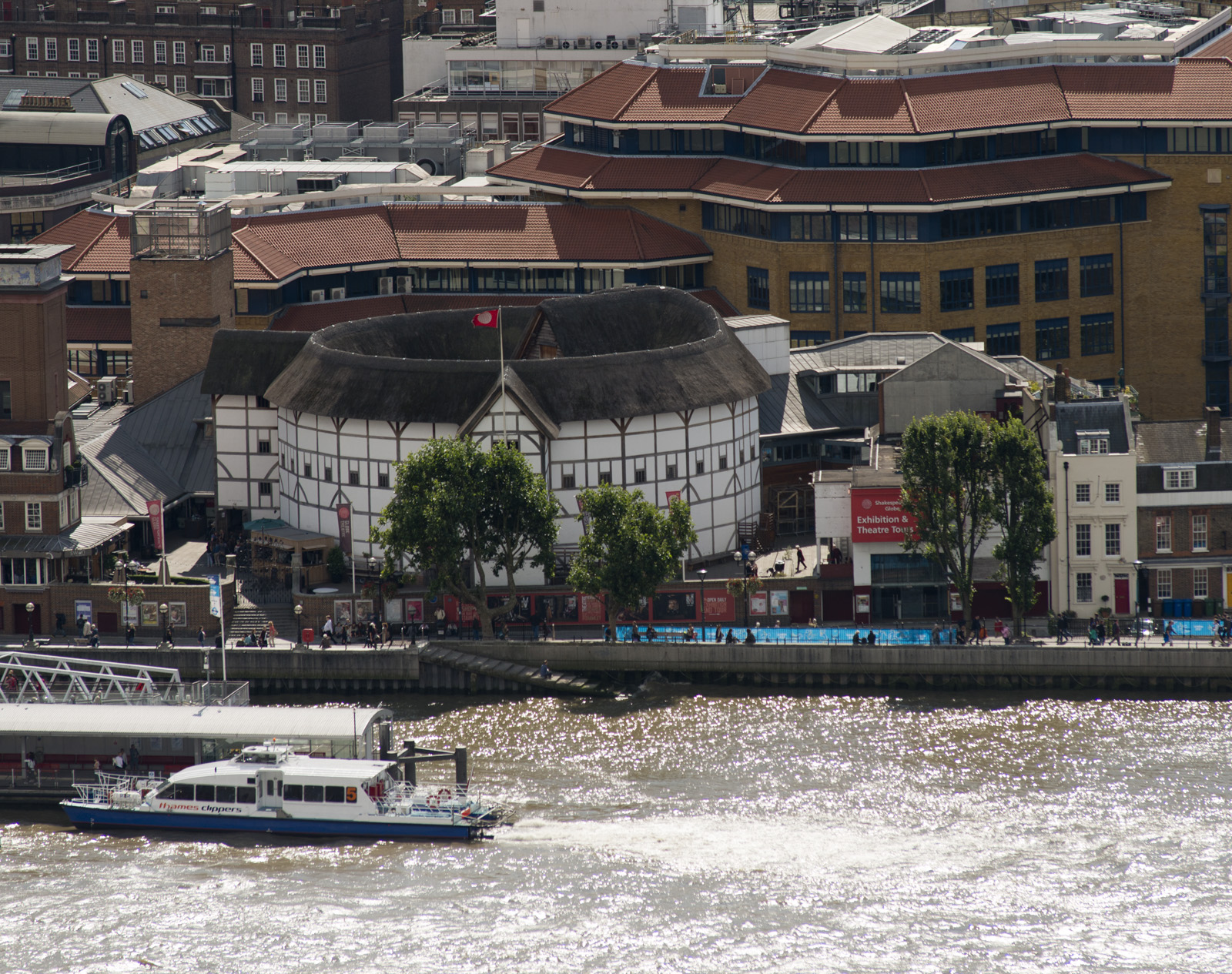
上から見た現在のグローブ座

劇場はバンクサイドにあり、中心から中心までの距離でもともとあった場所から230メートルほどのところに建っている。シェクスピアの時代のテムズ川は現在よりずっと広く、初代のグローブ座はその川岸にあったが、今ではもともとの場所は川から遠くなっており、もともとの芝居小屋の雰囲気を再現するためにグローブ座の再建場所として川岸が選ばれた。さらに、もともと劇場があった場所の一部にイギリス指定建造物になっているジョージアン様式のタウンハウスがあり、取り壊しは不可能であった。初代グローブ座同様、現在のシェイクスピアズ・グローブにも3階層分の傾斜つき客席に囲まれた大きな四角い土間につきだしている張り出し舞台がある。円形劇場のうち、屋根で覆われているのは舞台部分と座席がある部分のみである。夏期、通常は5月から10月の最初の週まで芝居が上演される。冬期には劇場は教育のために使用される。館内ツアーは一年中行われている。撮影され、グローブ・オン・スクリーンのプロダクションとして(通常はライヴ上演の翌年に)映画館で上映され、DVDでリリースされる公演もある。
再建にあたっては、新しい建物が可能なかぎりもとの劇場の忠実な再現になるよう、注意深い調査が行われた。場所と構造について最終計画が立案されている時にグローブ座の近くにあった初代ローズ座の遺構が発見されたため、これも役立った。
建物じたいはすべてイングランド産のヨーロッパナラにより、金輪継でできている。鉄骨が構造内に使用されていないため、この意味では「真正な」16世紀の木造建築物である。上演中にクッションが借りられるが、座席は素朴なベンチであり、シェイクスピアズ・グローブは1666年のロンドン大火以来、ロンドンではじめてかつ唯一許可された茅葺屋根の建物である。現代版の茅葺は防火剤でしっかり処理されており、屋根にスプリンクラーをつけて防火対策とした。初代劇場の土間部分はイグサなどをまいた地面であったが、現在の土間の表面はコンクリートになっている。劇場には役者や音楽家のための広い舞台裏があり、現代的なロビー、レストラン、土産物店、ビジターセンターもついている。座席数は857席で、さらに平土間部分で立ち見の「土間客」を700名収容できる。これはシェイクスピアの時代の通常の観客数の半分ほどである。
最初の18年の間、上演はシェイクスピアの時代のグローブ座のもともとの雰囲気を再現するように設計されていた、スポットライトはなく、芝居は日中、及びフラッドライトを用いて夕方に上演された。マイク、スピーカー、アンプなどはなかった。音楽は全てライヴで演奏され、頻繁に当時の楽器を用いていた。役者と観客が互いに触れあいやすく、経験を共有するコミュニティらしい雰囲気が作られていた。通常、上演は1599年のグローブ座で最初に上演された時の状況を探求する実験的精神に基づいて作られていた。
2016年から新しい芸術監督のエマ・ライスが一時的な照明と音響設備を実験的に劇場に設置しはじめた。
グローブ座は一切、公的補助を受けておらず、1年に210万ポンドほどの歳入がある。

## サム・ワナメイカー劇場
サム・ワナメイカー劇場はグローブ座につながっている屋内劇場で、ジェームズ1世時代の劇場をモデルにしており、メインの屋外劇場が使えない冬期の上演はここで行われる。

## Read Not Dead
Read Not Deadはリーディング公演、つまり「台本を持ったパフォーマンス」のシリーズであり、1995年以来、シェイクスピアズ・グローブの教育プログラムの一部として上演されている。1576年から1642年、つまりシェイクスピアの同時代人や近い時代の人物によって書かれた芝居が選ばれる。こうしたリーディング公演はシェイクスピアズ・グローブのサックラー・スタジオをはじめとして全国の劇場、ホール、フェスティバル、野外などで上演されている
2013年にはウィルダーネス・フェスティバルとグラストンベリー・フェスティバルでRead Not Deadのパフォーマンスがあった。2014年には、Read not Deadがジェームズ1世期スタイルの屋内劇場であるサム・ワナメイカー劇場で上演された。この時に選ばれた芝居はロバート・ダボーンの『トルコ人になったキリスト教徒』(A Christian Turn'd Turk)であった。

## グローブ・オン・スクリーン
シェイクスピアズ・グローブでの上演はしばしば映画館で上演されたり、DVDでリリースされる。2015年にはラップトップやモバイル機器で芝居が見られるビデオ・オン・デマンドサービス、グローブ・プレイヤーが発表された。

## 参考資料
- Carson and Karim-Cooper 'Shakespeare's Globe: A theatrical Experiment' Cambridge University Press, 2008, 9780521701662
- Day, Barry: This Wooden 'O': Shakespeare's Globe Reborn. Oberon Books, London, 1997. ISBN 1-870259-99-8.
- Rylance, Mark: Play: A Recollection in Pictures and Words of the First Five Years of Play at Shakespeares's Globe Theatre. Photogr.: Sheila Burnett, Donald Cooper, Richard Kolina, John Tramper. Shakespeare's Globe Publ., London, 2003. ISBN 0-9536480-4-4.